# Avi Knafo
Avi Knafo (hebreiska: אבי כנפו) född 1982, är en före detta professionell israelisk fotbollsspelare, mittfältare till positionen. Han spelade bland annat i det israeliska laget Hapoel Acre.